# Cynometra sessiliflora
Cynometra sessiliflora is een plantensoort uit de vlinderbloemenfamilie (Leguminosae). Het is een boom die een groeihoogte kan bereiken tussen 4 en 20 meter. De stam stam kan 1 tot 7 meter lang zijn en 20 tot 50 centimeter in diameter worden. De boom wordt uit het wild geoogst vanwege de hars, die lokaal wordt gebruikt.
De soort komt voor in west-centraal tropisch Afrika, in Congo-Kinshasa en Congo-Brazzaville. Hij groeit daar in rivierbossen, zowel in periodiek overstroomde gebieden als in moerassige bodems. In bossen op vaste bodem is de boom zeldzaam.
Van de boom wordt een kopalhars verkregen. Het is een harde harssoort die gebruikt wordt bij de bereiding van vernis.